# Goudbuikcotinga
De goudbuikcotinga (Pipreola aureopectus) is een zangvogel uit de familie Cotingidae (cotinga's).

## Verspreiding en leefgebied
Deze soort komt voor in Venezuela en Colombia en telt drie ondersoorten: 
- P. a. decora: Sierra Nevada de Santa Marta (Colombia).
- P. a. festiva: noordelijk Venezuela.
- P. a. aureopectus: oostelijk Colombia en westelijk Venezuela.

## Status
De grootte van de populatie is niet gekwantificeerd maar de soort wordt omschreven als vrij algemeen. Op de Rode lijst van de IUCN heeft deze soort de status niet bedreigd.